# 진해시·창원군 (1992년 선거구)
진해시·창원군은 대한민국의 옛 국회의원 선거구이다. 당시 경상남도 진해시, 창원군 일대를 관할했다.

## 역사
1991년 1월 1일을 기해 경상남도 의창군이 창원군 개칭되었다. 이에 대한민국 제14대 국회의원 선거를 앞두고 진해시·의창군 선거구가 진해시·창원군 선거구로 개편되었다.
1995년 1월 1일을 기해 경상남도 창원군이 창원시와 마산시에 분할 편입되었다. 이에 대한민국 제15대 국회의원 선거를 앞두고 진해시 지역은 진해시 단독 선거구를 구성하게 되고 창원군 지역은 각 지역에 따라 창원시 갑, 마산시 합포구, 마산시 회원구 선거구로 편입됨에 따라 폐지되었다.

## 역대 국회의원
| 선거   | 정당 | 정당       | 의원   |
| ------ | ---- | ---------- | ------ |
| 1992년 |      | 민주자유당 | 배명국 |

## 역대 선거 결과

### 대한민국 제14대 국회의원 선거
|  | 68.17% |

|  | 21.47% |

|  | 7.47% |

|  | 2.87% |